# 류승범
류승범(柳昇範, 1980년 8월 9일~)은 대한민국의 배우이다.

## 출연작

### 영화
| 연도 | 제목                                           | 역할                      | 비고             |
| ---- | ---------------------------------------------- | ------------------------- | ---------------- |
| 2000 | 죽거나 혹은 나쁘거나                           | 상환                      |                  |
| 2000 | 다찌마와 리                                    | 와싱톤                    | 단편영화         |
| 2001 | 와이키키 브라더스                              | 기태                      |                  |
| 2001 | 킬러들의 수다                                  | 폭주족                    | 단역             |
| 2002 | 묻지마 패밀리                                  | 종업원, 교회누나, 작은 형 |                  |
| 2002 | 품행제로                                       | 박중필                    |                  |
| 2002 | 피도 눈물도 없이                               | 채민수                    |                  |
| 2002 | 복수는 나의 것                                 | 뇌성마비 청년             |                  |
| 2003 | 비밀과 거짓말                                  |                           |                  |
| 2004 | 이공                                           | segment 비밀과 거짓말     |                  |
| 2004 | 아라한 장풍 대작전                             | 열혈경찰 상환             |                  |
| 2004 | 빽                                             |                           | 단편영화         |
| 2005 | 야수와 미녀                                    | 구동건                    |                  |
| 2005 | 주먹이 운다                                    | 유상환                    |                  |
| 2006 | 사생결단                                       | 이상도                    |                  |
| 2006 | 아치와 씨팍                                    | 아치 목소리               |                  |
| 2006 | 가족의 탄생                                    | 준호                      | 특별출연         |
| 2007 | 만남의 광장                                    | 장근                      | 특별출연         |
| 2007 | 라듸오 데이즈                                  | 한량PD, 로이드            |                  |
| 2008 | 다찌마와 리 - 악인이여 지옥행 급행열차를 타라! | 국경살쾡이                |                  |
| 2009 | 용서는 없다                                    | 환경운동가 이성호         |                  |
| 2009 | 디 앤드                                        |                           | 단편영화         |
| 2010 | 방자전                                         | 이몽룡                    |                  |
| 2010 | 부당거래                                       | 주양                      |                  |
| 2010 | 페스티발                                       | 오뎅장수 상두             |                  |
| 2011 | 인류멸망보고서                                 | 윤석우                    | seg. 멋진 신세계 |
| 2011 | 수상한 고객들                                  | 배병우                    |                  |
| 2012 | 시체가 돌아왔다                                | 안진오                    |                  |
| 2012 | 용의자X                                        | 석고                      |                  |
| 2012 | 신세계                                         | 강철화 순경               | 우정출연         |
| 2013 | 베를린                                         | 동명수                    |                  |
| 2015 | 나의 절친 악당들                               | 지누                      |                  |
| 2016 | 그물                                           | 북한 어부 남철우          |                  |
| 2018 | 인간의 시간                                    | 조폭 보스                 |                  |
| 2019 | 타짜: 원 아이드 잭                             | 애꾸                      |                  |
| 2021 | 인질                                           |                           | 우정출연         |
| 2025 | 굿뉴스                                         |                           |                  |

### 드라마
- 2001년 SBS 주말 특별기획 드라마 《화려한 시절》 ... 장철진 역
- 2002년 KBS2 월화 미니시리즈 《고독》 ... 민영우 역
- 2003년 MBC 단막극 《한뼘드라마 - 크리스마스의 연인》 ... 승범 역
- 2004년 SBS 드라마 스페셜 《햇빛 쏟아지다》 ... 김민호 역
- 2010년 MBC 월화 미니시리즈 《파스타》 ... 레스토랑 손님 역 (우정출연)
- 2023년 DISNEY+ 오리지널 시리즈 《무빙》 ... 프랭크 / 얼리이어스 역
- 2024년 COUPANG PLAY 오리지널 시리즈 《가족계획》 ... 백철희 역

### CF
- 동아제약 박카스 (2001년)
- 700-5425 (2001년)
- 남양유업 벨런스3 (2001년) - 서수남, 강래연, 송옥숙과 함께 출연
- KT Bigi (2001년)
- 파파이스 (2001년)
- 롯데웰푸드 꼬깔콘 (2002년)
- 롯데웰푸드 찜 (2002년)
- 농심켈로그 첵스초코 (2002년)
- 오리온 다이제 (2002년)
- 두루넷 (2002년)
- VK모바일 (2004년)
- TU (2006년)
- 국순당 백세주 담 (2008년)
- LG전자 엑스노트 미니 (2008년)
- 반고인터내쇼날 (2009년)
- 하이트진로 하이트프라임 MAX (2010년)

### 뮤직비디오
- 김장훈 〈혼잣말〉
- 리쌍 《리쌍 3집 Library Of Soul - 내가 웃는게 아니야》, 《리쌍 4집 Black Sun - 발레리노》, 《사생결단 O.S.T - 누구를 위한 삶인가?》, 《리쌍 6집 HEXAGONAL - 헤어지지 못하는 여자, 떠나가지 못하는 남자》 등.
- 한영애 〈외로운 가로등〉

### 라디오 프로그램
- 2015년 EBS FM 《EBS 책 읽는 라디오 낭독 시리즈》

## 수상 및 후보
| 연도 | 시상식                             | 부문                           | 작품                      | 결과 |
| ---- | ---------------------------------- | ------------------------------ | ------------------------- | ---- |
| 2001 | 제37회 백상예술대상                | 영화부문 남자 신인연기상       | 죽거나 혹은 나쁘거나      | 후보 |
| 2001 | 제38회 대종상                      | 신인남우상                     | 죽거나 혹은 나쁘거나      | 수상 |
| 2001 | SBS 연기대상                       | 뉴스타상                       | 화려한 시절               | 수상 |
| 2002 | 제38회 백상예술대상                | TV부문 남자 신인연기상         | 화려한 시절               | 수상 |
| 2003 | 제15회 한국방송프로듀서상          | 출연자상 탤런트부문            | 고독                      | 수상 |
| 2003 | 제24회 청룡영화상                  | 신인남우상                     | 품행제로                  | 후보 |
| 2004 | 제41회 대종상                      | 남우주연상                     | 아라한 장풍 대작전        | 후보 |
| 2005 | 제42회 대종상                      | 남우주연상                     | 주먹이 운다               | 후보 |
| 2005 | 제26회 청룡영화상                  | 남우주연상                     | 주먹이 운다               | 후보 |
| 2005 | 제4회 대한민국 영화대상            | 남우주연상                     | 주먹이 운다               | 후보 |
| 2005 | 제7회 엠넷 아시안 뮤직 어워드      | 뮤직비디오부문 연기상          | 리쌍 - 내가 웃는게 아니야 | 수상 |
| 2006 | 제2회 프리미어 라이징 스타 어워즈  | 남우주연상                     | 사생결단                  | 수상 |
| 2006 | 제43회 대종상                      | 남우주연상                     | 사생결단                  | 후보 |
| 2006 | 제5회 대한민국 영화대상            | 남우주연상                     | 사생결단                  | 후보 |
| 2007 | 제30회 황금촬영상                  | 최우수 남우주연상              | 사생결단                  | 수상 |
| 2007 | 제43회 백상예술대상                | 영화부문 남자 최우수연기상     | 사생결단                  | 수상 |
| 2008 | 제2회 Mnet 20's Choice             | 핫패셔니스타상                 | 빈칸                      | 수상 |
| 2010 | 제14회 부천국제판타스틱영화제      | 올해의 배우상                  | 용서는 없다               | 수상 |
| 2011 | 제8회 맥스무비 최고의 영화상       | 최고의 남자배우상              | 부당거래                  | 후보 |
| 2011 | 제5회 아시안 필름 어워즈           | 남우조연상                     | 부당거래                  | 후보 |
| 2011 | 제47회 백상예술대상                | 영화부문 남자 최우수연기상     | 부당거래                  | 후보 |
| 2011 | 제15회 몬트리올 판타지아국제영화제 | 남우주연상 (황정민과 공동수상) | 부당거래                  | 수상 |
| 2011 | 제20회 부일영화상                  | 남우주연상                     | 부당거래                  | 수상 |
| 2025 | 제23회 디렉터스 컷 시상식          | 시리즈부문 올해의 남자배우상   | 가족계획                  | 후보 |